# Peromyscus attwateri
Peromyscus attwateri är en däggdjursart som beskrevs av J. A. Allen 1895. Peromyscus attwateri ingår i släktet hjortråttor, och familjen hamsterartade gnagare. IUCN kategoriserar arten globalt som livskraftig. Inga underarter finns listade i Catalogue of Life.

## Utseende
Arten når en absolut kroppslängd av 18 till 22 cm, inklusive en cirka 10 cm lång svans. Den väger 25 till 35 g. Pälsen har på ovansidan en brun färg med några svarta hår inblandade. Vid sidorna kan det finnas en rosa skugga och undersidan är vit. Denna gnagare byter under våren och hösten päls, sommarpälsen är ljusare. Peromyscus attwateri har stora ögon och öron. Med sin långa svans som har en liten tofs vid spetsen kan den lätt klättra i träd. Svansen används för att hålla balansen eller som stöd. Dessutom är bakfötterna ganska stora.

## Utbredning och habitat
Denna hjortråtta förekommer i södra USA från Texas till Arkansas. Den vistas främst i klippiga områden med buskar. Dessutom besöks skogar. Individerna vilar under stenar eller i bergssprickor. De klättrar även i växtligheten. Populationen listades ursprungligen som underart till Peromyscus boylii. I enlighet med genetiska undersökningar från 1970-talet godkänns den som art.

## Ekologi
Peromyscus attwateri har bär, frön, nötter, örter och insekter som föda. Fortplantningen sker nästan hela året men inte under heta sommarmånader. Per kull föds 3 till 6 ungar.
Ungarna föds nakna, blinda och med slutna öron. De väger vid födelsen cirka 1,5 g. Öronen och ögonen öppnas efter cirka två veckor och efter 25 till 35 dagar slutar honan med digivning. Vanligen separeras ungarna kort efteråt från modern men ibland får de stanna en längre tid. P lever i genomsnitt 6,8 månader. Enstaka individer kan bli 18 månader gamla.
Honornas revir är i genomsnitt 0,2 hektar stort och hanarnas revir med 0,4 hektar tydligt större.